# Cases Pecher
Les Cases Pecher és una obra eclèctica de Sant Feliu de Guíxols (Baix Empordà) protegida com a Bé Cultural d'Interès Local.

## Descripció
Edifici entre mitgeres, de planta i pis. Hi ha una distribució simètrica de les obertures, amb un cos central lleugerament sobresortint, on hi ha l'espai que originàriament degué ser l'accés principal, actualment ocupat per una finestra ovalada. Al primer pis hi ha un balcó i a la part superior un coronament esglaonat amb un escut en relleu que mostra una àliga de dos caps coronada, damunt d'un fris de garlandes. La resta d'obertures de la façana, tres a cada banda en els dos pisos, són d'arc escarser. És remarcable l'ús decoratiu del maó vist en la decoració de les obertures, així com en la separació dels pisos i en el coronament, on és el material predominant (arcuacions cegues, barana i cos central), combinat amb la ceràmica vidriada verda.